# Cerion uva
Cerion uva is een lucht-ademende tropische landslakkensoort uit de familie Cerionidae. De soort komt alleen voor op de ABC-eilanden, waar het het meest opvallende landslakje is.

## Omschrijving
Schelpen van Cerion uva kunnen een lengte van 24 mm bereiken. Het weekdier vertoont uitgebreide, geografische variaties in de grootte van de wervels. De vorm van de schelp verandert zeer sterk naarmate de slakken groeien. Bij volwassen dieren zijn de schelpen bijenkorfvormig en hebben ze een ruime mondopening.

## Verspreiding

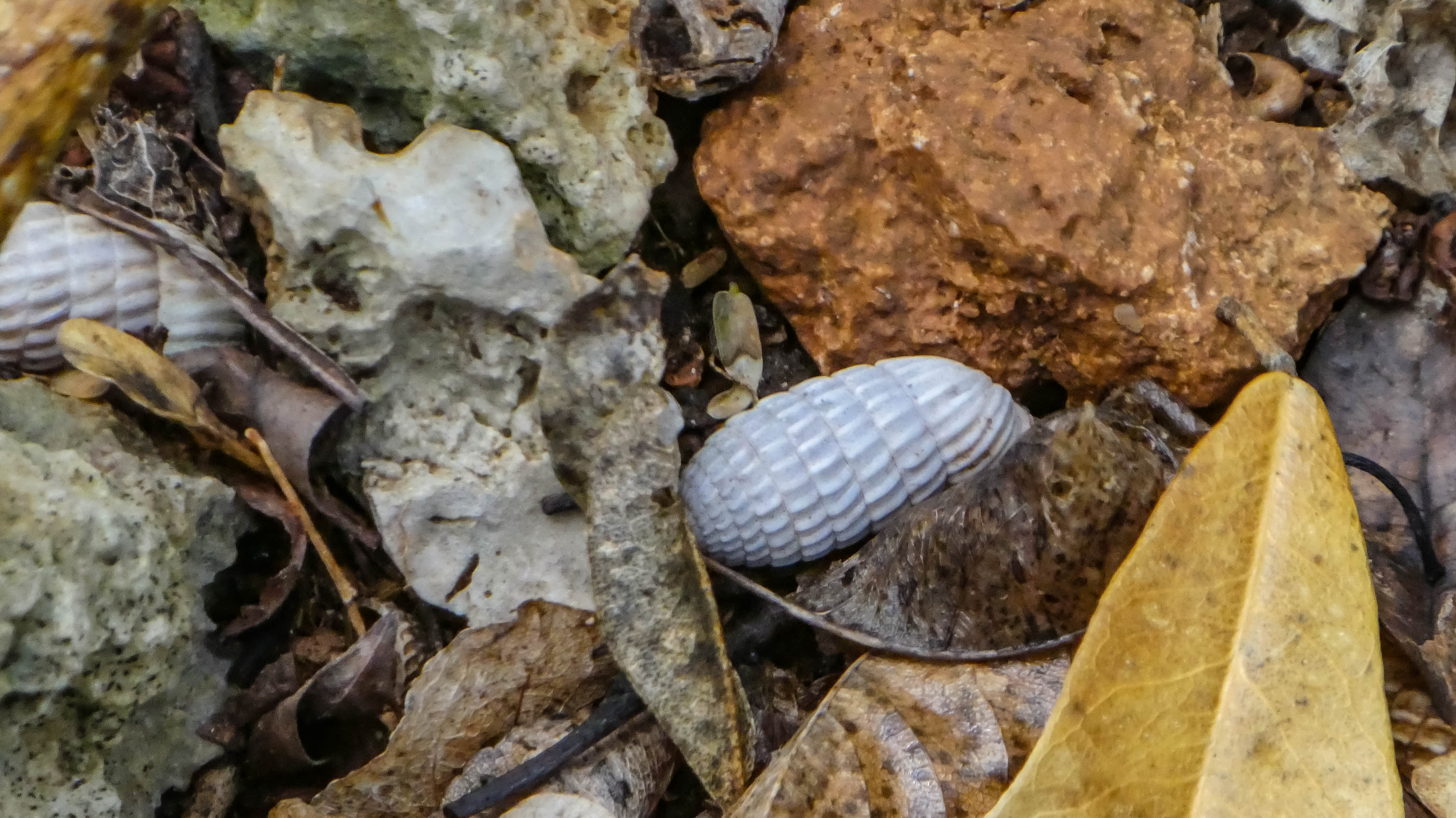
Kokolishi di kalakuna uit Curaçao

Cerion uva komt van nature voor op Aruba, Bonaire en Curaçao en wordt lokaal 'kokolishi (di) kalakuna' of 'okolishi (di) carné' genoemd. De eerste naam komt voort uit het vroeger gebruik van de slakkenhuisjes als kalkhoudend voedsel voor kalkoenen. Rond het begin van de twintigste eeuw was er ook sprake van export van de slakkenhuisjes. 
Er zijn veel verschillen qua morfologie tussen de populaties. In 2015 werden de samenstellende vormen van Cerion uva herzien in de ondersoorten: Cerion uva uva, Cerion uva diablensis en Cerion uva knipensis op Curaçao en Cerion uva bonairensis op Bonaire.

Op Aruba vindt men Cerion uva uva, ook bekend als Cerion uva arubanum. Nadat de oorspronkelijke Cerion uva populatie was uitgeroeid werd de soort opnieuw uit Curaçao geïntroduceerd; hetzij door de Caquetio, hetzij door de West-Indische Compagnie. In 2019 beschreef en benoemde Harasewych de op Aruba als fossiel gevonden ondersoort Cerion uva gouldi. 

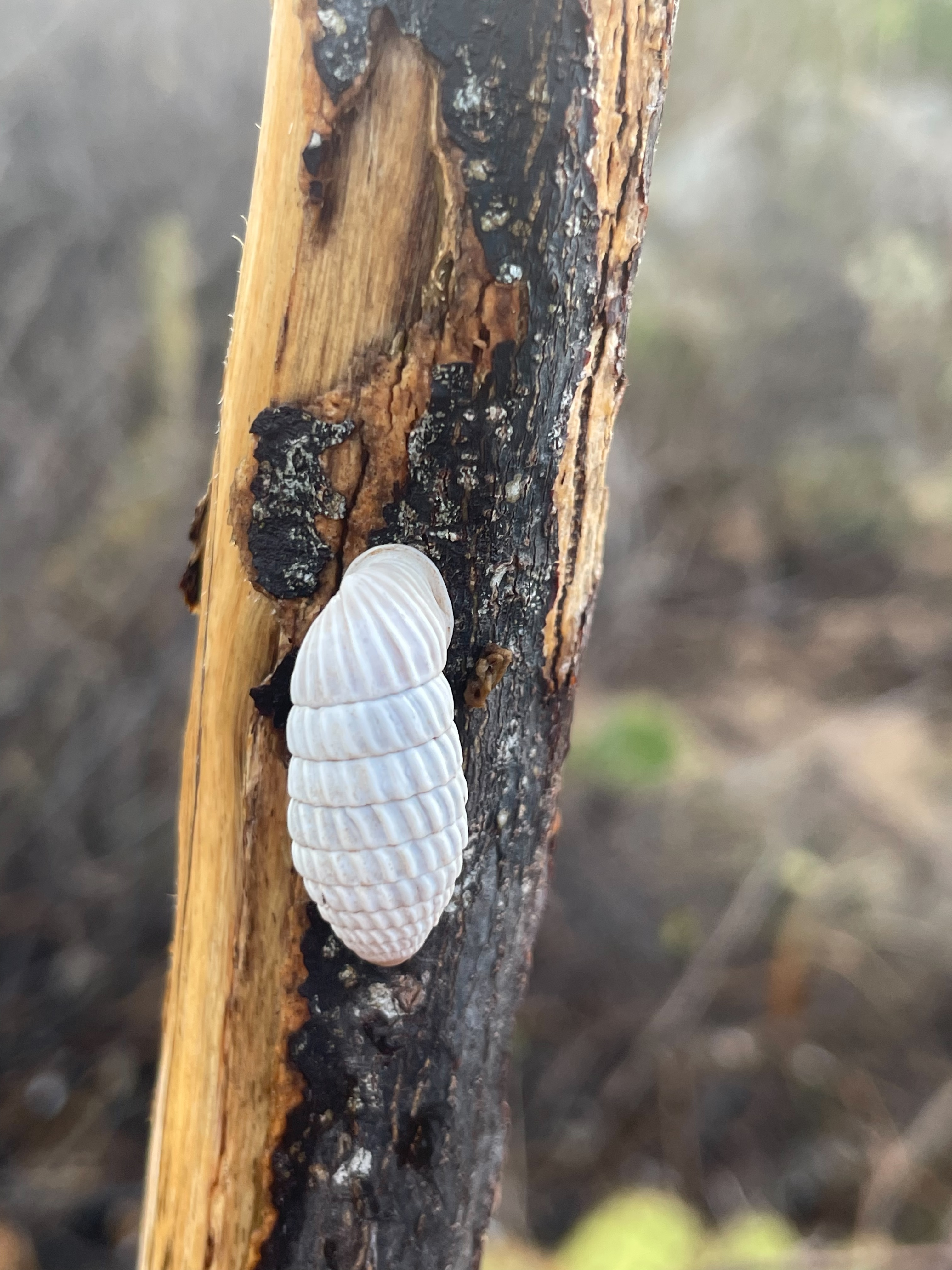
Kokolishi di kalakuna op boomstam in Nationaal park Arikok in Aruba.

## Lijst van infraspecifieke taxa
| Eiland  | Naam                                | Autoriteit              | Typelokatie                                     |
| ------- | ----------------------------------- | ----------------------- | ----------------------------------------------- |
| Aruba   | Cerion uva uva                      | (Linnaeus, 1758)        |                                                 |
| Aruba   | = Cerion uva arubanum               | Baker, 1924             | Baranca Alto                                    |
| Aruba   | † Cerion uva gouldi                 | Harasewych, 2019        |                                                 |
| Bonaire | Cerion uva bonairensis              | Baker, 1924             | Porta Spaño                                     |
| Bonaire | = C. uva bonairensis f. kralendijki | Baker, 1924             | Westkust ten zuiden van Kralendijk              |
| Curaçao | Cerion uva uva                      | (Linnaeus, 1758)        | Scharloo                                        |
| Curaçao | = C. uva desculptum                 | Pilsbry & Vanatta, 1896 |                                                 |
| Curaçao | = C. uva uva f. hatoensis           | Baker, 1924             | Seru Spelonk nabij Landhuis Hato                |
| Curaçao | Cerion uva diablensis               | Baker, 1924             | Top van Ronde Klip                              |
| Curaçao | Cerion uva knipensis                | Baker, 1924             | Vallei tussen Ser'i Palomba en Ser'i Baha Hundu |
| Curaçao | = C. uva knipensis f. djerimensis   | Baker, 1924             | Kustklippen van Playa Jeremi                    |